# 今福祝
今福 祝（いまふく はじめ、1912年〈大正元年〉11月14日 - 1978年〈昭和53年〉6月8日）はNHKの元アナウンサー。

## 略歴・人物
東京都生まれ。神奈川県育ち。1934年に早稲田大学専門部政治経済学科を卒業後、損害保険会社勤務を経て日本放送協会の仙台局へ入局。アナウンサーとしての最初の仕事は、宝塚歌劇団の紹介だった。
その後は東京アナウンス室へ移り、戦前は東部軍管区情報、東京大空襲を含む空襲警報、各所の玉砕のニュース、広島への原爆投下。戦後はスターリン死去、安保闘争、新潟地震、連続航空機事故（全日空羽田沖墜落事故、カナダ太平洋航空402便着陸失敗事故、英国海外航空機空中分解事故）等、後年に語られるニュースを伝える。
アナウンス室チーフ・アナウンサー（主幹）や兼任で報道局チーフ・アナウンサー（理事待遇）に昇格後も長くテレビニュースを担当。
1960年放送開始の『NHKきょうのニュース』では、それまでナレーションによる原稿読みだけだったニュース放送におけるアナウンサーの顔出し出演をNHKで初めて行う。『NHKきょうのニュース』の出演は当初、56歳になる1968年に定年退職のため降板となるはずで、実際に最終日には「それでは皆さん、さようなら」と挨拶したが、それに反する視聴者から続投を望む声が多かったことで、局契約（嘱託職）として同番組は1970年11月まで約2年間の出演延長をした。
その他、日本大学芸術学部で講師を務めたり、ドキュメンタリー映画のナレーションも担当するなど幅広く活動した。
今福の娘によると、争い事は嫌いで権力や地位には一切興味を持たなかったという。また山川静夫によると、普通のアナウンサーなら批判される放送中のミスが、ユーモラスな伝説として語り継がれるような愛される人柄だったという。

## 担当番組
- NHKきょうのニュース（1960年 - 1970年）

## 出演
※特筆が無い限り、解説やナレーションでの出演
- 砂漠は生きている（1955年） - 劇場公開版
- 緑の魔境（1955年）
- 青い大陸（1955年）
- 前世紀は生きていた!（1955年）
- カラコルム・ヒンズークシ学術探検記録 カラコルム（1956年）
- 滅びゆく大草原（1956年） - 劇場公開版
- 谷川岳の記録 遭難（1958年）
- 夢の香港（1958年）
- 有峰ダム（1959年）
- 皇太子ご夫妻のアメリカ旅行（1960年）
- 日本の翼（1966年）

## 著書
- 『マイク生活32年の気持 : 話の進め方1つのポイント』文憲堂七星社、1970年5月30日。NDLJP:12274587。

## 演じた俳優
- 浜野謙太 -『テレビとはあついものなり〜放送70年TV創世記〜』（2023年、NHK）、『NHKスペシャル アナウンサーたちの戦争』、2023年8月14日、NHK、『映画版 NHKスペシャル アナウンサーたちの戦争』（2024年）